# 陳華 (正德丁丑進士)
陳華（1479年—？），字朝譽，福建泉州府晉江縣人，明朝政治人物。

## 生平
正德十一年（1516年）丙子科福建鄉試第四十九名舉人。正德十二年（1517年）聯捷丁丑科會試第一百九十二名，登第三甲第十二名進士。工部观政，授臨安县知县，卒。

## 家族
曾祖陳垕；祖父陳湍；父陳臨，母蘇氏。具庆下。